# George P. Doles
Pour les articles homonymes, voir Doles.
George Pierce Doles, né le 14 mai 1830 à Milledgeville et mort le 2 juin 1864 en Virginie, est un homme d'affaires américain et officier dans l'armée des États confédérés pendant la guerre de Sécession.
Ses hommes ont joué un rôle clé le premier jour de la bataille de Gettysburg en repoussant le XIe corps d'armée de l'Union.